# Haifong Qiyuan
La Haifong Qiyuan (cinese:  海峰棋院) è una delle associazioni e fondazioni taiwanesi che si occupa di promuovere il Go a livello professionistico e amatoriale. Prende il nome da Lin Haifeng, professionista taiwanese attivo in Giappone col nome di Rin Kaiho, che ha collaborato alla fondazione dell'associazione e ne è Presidente onorario.
Fu fondata nel 1988 con lo scopo di promuovere il Go con l'organizzazione di tornei per dilettanti, ma a partire dal 2008 ha incluso tra le sue attività anche l'organizzazioni di manifestazioni e tornei professionistici.
Organizza lo Zuiqiang femminile, il Qiwang e la Coppa Haifong, e collabora all'organizzazione del Mingren.